# 이병욱 (교수)
이병욱(李丙旭, 1970년 2월 23일 ~ )은 대한민국의 교수이자 사업가이다. 공학을 전공한 금융 전문가로서, 서울과학종합대학원 AI 전략경영 주임교수와 한국과학기술원 겸직교수와 한국금융연수원의 겸임교수도 맡고 있고 인공지능연구원(AIRI) 부사장으로 재직 중이다. 세계 최초의 핸드헬드-PC(Handheld-PC) 개발에 참여해 한글 윈도우 CE 1.0과 2.0을 미국 MS 본사에서 공동 개발했다. 1999년에는 최초 전 보험사 보험료 실시간 비교의 ㈜보험넷을 창업해 큰 반향을 일으켰다. 이후 삼성생명을 비롯한 생명과 손해 보험사에서 CMO(마케팅 총괄 상무), CSMO(영업 및 마케팅 총괄 전무) 등을 역임하면서 혁신적 상품과 서비스를 개발 및 총괄했다. 세계 최초로 파생 상품 ELS를 기초 자산으로 한 변액 보험을 개발해 단일 보험 상품으로 1조원 이상 판매되는 돌풍을 일으켰고, 매일 분산 투자하는 일 분산 투자(daily Averaging) 변액 보험을 세계 최초로 개발해 상품 판매 독점권을 획득했다. 현재 인공지능과 금융의 접목 등에 관한 다양한 컨설팅과 프로젝트에 참여하고 있다.

### 학력
- 한국과학기술원 (KAIST) 전산학과 학사, 석사
- Franklin University, Switzerland 경영학 박사

### 경력
- 서울과학종합대학원 AI 전략경영 주임교수
- 한국과학기술원(KAIST) 겸직교수
- 한국금융연수원 겸임교수
- AI경영학회 부회장
- 인공지능연구원(AIRI) 부사장
- 금융위원회 금융규제혁신회의 위원
- 금융위원회 적극행정위원회 위원
- 금융위원회 법령해석심의위원회 위원
- 금융위원회 디지털자산 자문위원
- 전) 금융정보분석원(FIU) ‘특정금융정보법 개정에 따른 후속조치 전문가 TF’ 위원
- 전) 한국산업기술진흥원(KIAT) ‘규제자유특구 분과위원회’ 위원
- 전) 과학기술정보통신부 우정사업본부 블록체인/네트워크 자문위원
- 전) BNP Paribas Cardif 전무 / Chief Sales & Marketing Officer
- 전) 삼성생명 주식회사 수석 / 마케팅 개발
- 전) ㈜ 보험넷 Founder & CEO
- 전) LG전자 연구원

수상
- 2021 금융발전유공 혁신금융부문 대통령 표창

### 저서 / 연구보고서
- 돈의 정체 - 에이콘 출판사, 2021 (문체부선정 2022 세종도서)
- 비트코인과 블록체인, 가상자산의 실체 2E - 에이콘 출판사, 2020
- 블록체인 해설서 – 에이콘 출판사, 2019 (대한민국학술원 선정 2019 교육부 우수학술도서)
- 비트코인과 블록체인, 탐욕이 삼켜버린 기술 – 에이콘 출판사, 2018
- Bitcoin and blockchain, technology swallowed by avarice – CS IPP, 2018 – (미국)
- 금융연수원 2020 헬로 핀테크(공저) – 금융연수원
- [한국형사정책연구원] 4차산업혁명 시대의 형사사법적 대응 및 발전방안(II, IoT와 블록체인(2019)

### 주요역서
- Advances in Financial machine learning, Wiley(대한민국학술원 선정 2019 교육부 우수학술도서)
- Computer Age statistical inference, Cambridge University press (대한민국학술원 선정 2020 교육부 우수학술도서)
- Statistics for machine learning, 2017, Packt

### 기술감수
- Data science handbook with Anaconda – 2019, Yuxing Yan, Packt, 2019 – (미국)